# Gion János
Gion János (Katalinfalva, 1864 – Budapest, 1919) szabómunkás, pártmunkás, anarchista.

## Élete
Még iparos vándorévei alatt lett anarchista Ausztriában, nézetei miatt azonban 1884-ben kiutasították az országból. Visszatért Magyarországra, ahol Nagybecskereken irányította a helyi szabómunkások szakszervezetének létrehozását. 1890-ben költözött fel a fővárosba, ahol a szociáldemokrata pártvezetőség munkájába kapcsolódott be, szervezte a szociáldemokraták német nyelvű lapját, 1891–92-ben pedig a párt vezetőségének is tagja volt. Szerepe volt a Népszava, illetve a „Munkás” csoport megegyezése nyomán létrejött pártegyesítésben, 1894-ben ismét az MSZDP pártvezetőségi tagja lett. Ugyanebben az évben a kormány szülőhelyére toloncolta vissza. Cikkeit ennek ellenére a párt sajtója közölte, ám Giont még az év végén elítélték. Kiszabadulása után Ausztriában telepedett meg. 1919-ben hunyt el Budapesten.